# Cricotopus trilobus
Cricotopus trilobus är en tvåvingeart som beskrevs av Oliver och Dillon 1988. Cricotopus trilobus ingår i släktet Cricotopus och familjen fjädermyggor.
Artens utbredningsområde är Alaska. Inga underarter finns listade i Catalogue of Life.